# Бах, Робби
Робби Дж. Бах (англ. Robbie J. Bach) — президент отдела развлечений и устройств (E&D) в корпорации Microsoft. Этот отдел отвечает за Xbox, Xbox 360, Zune, Windows Игры, Windows Mobile, платформу Microsoft TV и потребительские аппаратные и программные продукты. 25 мая Робби Дж. Бах и технический директор Джеймс Аллард объявили об уходе из Microsoft на пенсию после плодотворной работы осенью 2010 года
.

## Биография
Робби Бах родился в Пеория, штат Иллинойс и был сыном бывшего исполнительного директора компании Joseph Schlitz Brewing Company. Он окончил школу RJ Reynolds в Уинстон-Салем, Северная Каролина, в 1980 году. Робби учился в университете Северной Каролины в Чапел-Хил.

## Карьера в Microsoft

### Microsoft Office
Как глава исполнительной власти в области маркетинга Microsoft Office в течение 1990-х годов Бах боролся против Corel и Lotus, когда они имели 80 % доли на рынке в Microsoft. Microsoft Office теперь второй по выгодности продукт Microsoft, продажа которого приносит миллиардные доходы.

### Microsoft Европа
С 1990 по 1992 год Бах работал в качестве менеджера бизнес-операция для Microsoft в Европе, являясь подотчетным президенту отделения Microsoft Европы в Париже, где он координировал бизнес-планирование и стратегию, бюджетирование и специальные проекты. Он также участвовал и помогал в объединении местных мелких подразделений Microsoft в Европе.

### Президент отдела развлечений и устройств
Как президент отдела развлечений и устройств в компании Microsoft Робби Бах вышел на связь с компанией Connected Entertainment, предлагая ей сотрудничество в новых устройствах для музыки, видео, игр и мобильных коммуникаций развлекательного назначения. В обязанности Баха входило руководство над созданием нового программного обеспечения, услуг и оборудования развлекательной направленности на базе мобильных платформ Microsoft и их коммерческая реализация на рынке через сеть партнеров и розничную торговлю. Баху удалось создать по всему миру сеть розничных продаж компании Microsoft, а также установить тесные связи со средствами массовой информации и бизнес-партнерами на рынке развлечений.

## Отставка
25 мая 2010 года было объявлено, что Бах уходит в отставку осенью 2010 года после 22 лет работы в Microsoft. После отставки Бах занялся участием в Boys & Girls Club of America, Олимпийского комитета США и Sonos, производителя беспроводных цифровых музыкальных систем.